# Illyés Ákos
Illyés Ákos (Nyíregyháza, 1978. január 18. –) magyar színész.

## Életpályája
Nyíregyházán született, 1978. január 18-án. 
1993-tól statisztaként kezdte pályáját Nyíregyházán, majd színpadi díszítőként dolgozott, és mellette kapott kisebb-nagyobb szerepeket is. Tasnádi Csaba szerződtette színészi státuszba. 2004-től a Móricz Zsigmond Színház társulatának színművésze. Színészi munkája mellett rendezéssel is foglalkozik. 2012-ben a megkapta a Kelet-Színésze díjat.
A magánéletben Kuthy Patrícia párja.

## Fontosabb színházi szerepei
- William Shakespeare: Romeo és Júlia... Tybalt
- William Shakespeare: Coriolanus... Cajus Marcius Coriolanus, római nemes
- William Shakespeare: Szentivánéji álom... szereplő
- William Shakespeare: Lear király... Curan (udvaronc)
- Carlo Goldoni: Chioggiai csetepaté... Altiszt
- Carlo Goldoni: A hazug... Ottavio
- Molière: Don Juan... Don Carlos, Násznép 2.
- Szophoklész: Antigoné... Őr
- Szophoklész: Oidipusz... Thébaiak
- Heinrich von Kleist: Tűzpróba avagy a Heilbronni Katica... Stein grófja, Kunigunda vőlegénye
- Friedrich Schiller: Don Carlos... Posa márki
- Gotthold Ephraim Lessing: Emilia Galotti... Hettore Gonzaga (Guastalla hercege)
- Anton Pavlovics Csehov: A manó... Hruscsov, Mihail Lvovics
- Anton Pavlovics Csehov: Cseresznyéskert... Jepihodov
- Lev Nyikolajevics Tolsztoj – Kiss Csaba: Anna Karenina... Sztyiva, Anna testvére
- Fjodor Mihajlovics Dosztojevszkij: Ördögök... Tanár
- Mihail Afanaszjevics Bulgakov: A Mester és Margarita... Lihogyejev (Gestas)
- Friedrich Dürrenmatt: János király... Falconbridge Fülöp, később Richárd a Fattyú
- Gabriel García Márquez: Száz év magány... Második José Arcadio
- Reginald Rose: Tizenkét dühös ember... 11. esküdt
- Peter Shaffer: Black comedy... Brindsley Millera, szobrász
- Bohumil Hrabal: Túlságosan zajos magány... Költő a késsel; Sofőr; Fényképező cigány
- Bohumil Hrabal: Sörgyári capriccio... Bernádek (kovácsmester)
- Pierre Choderlos de Laclos: Veszedelmes viszonyok... Danceny lovag
- Ray Cooney: A miniszter félrelép... Főpincér
- Tracy Letts: Augusztus Oklahomában... Bill Fordham, Barbara férje
- Csokonai Vitéz Mihály: Az özvegy Karnyóné és a két szeleburdiak... Tipptopp
- Jókai Mór: A kőszívű ember fiai... Baradlay Ödön
- Móricz Zsigmond: Úri muri... Kalma
- Móricz Zsigmond – Miklós Tibor – Kocsák Tibor: Légy jó mindhalálig... Rendőrtiszt
- Molnár Ferenc: Liliom... Hugó
- Lengyel Menyhért: A waterloói csata... König, operatőr; Egy francia
- Weöres Sándor: A kétfejű fenevad... Windeck, császári komisszár; Kolláth
- Márai Sándor: Kaland... Dr. Zoltán, tanársegéd
- Rejtő Jenő: Az ellopott futár... dr. Mervin Afrika Cárja
- Gábor Andor: Dollárpapa... Rosenthal, orvos
- Sütő András: A szuzai menyegző... Parmenión
- Kovács Kristóf: Csontzene... Katona; Hiéna
- Vinnai András – Bodó Viktor: Fotel... szereplő
- Onder Csaba – Antal Balázs: Tirpákia tündérkert... Krúdy Pál, rendőrkapitány
- Pozsgai Zsolt: Naplópók ...Babits Mihály
- Tasnádi István: Szibériai csárdás... Müller Áron, karmester
- Tasnádi István: Közellenség... Csődör
- Hamvai Kornél: Castel Felice... Férfi
- Dragomán György: Kalucsni... Gyuri, a férj
- Olt Tamás – Váradi R. Szabolcs: Új stílusgyakorlatok... szereplő
- Göttinger Pál: Bogáncsvirág... Murdo
- Szente Vajk: Legénybúcsú... Atya, aki mindjárt bíboros lesz
- Török Sándor: Ez az enyém!... Sanyi; Béla; Miklós; Úr
- Fésűs Éva: A Palacsintás király... Csöröge, az udvari bolond
- L. Frank Baum: Óz, a nagy varázsló... Madárijesztő
- James Rado – Gerome Ragni – McDermot: Hair... Claude Hooper Bukowski
- Jerry Herman – Harvey Fierstein: Őrült nők ketrece... Chantal, a viceprimadonna
- John Kander – Fred Ebb: Kabaré... Ernst
- Dés László – Geszti Péter – Békés Pál: A dzsungel könyve...  Furkófarkas
- Böhm György – Nemes István – Dés László – Horváth Péter – Korcsmáros György: Valahol Európában... Hosszú
- Déry Tibor – Pós Sándor – Presser Gábor –Adamis Anna: Képzelt riport egy amerikai pop fesztiválról... József
- Szörényi Levente – Bródy János: Kőműves Kelemen... Máté
- Fenyő Miklós – Tasnádi István: Aranycsapat... Púp Gyula
- Eisemann Mihály – Somogyi Gyula – Zágon István: Fekete Péter... Doktor Kürtös, a Pesti Harsona szerkesztője
- Kálmán Imre: Csárdáskirálynő... Kaucsiánó Bonifác gróf; Kiss közjegyző

## Rendezés
- Ha egy nyári éjszakán egy utazó...

## Filmek, tv
- Kisváros (televíziós sorozat)

- Ki nevet a végén? 1-2. rész (2001)
- Veszélyes napraforgók 2. rész (2001)
- Gyilkos hírek 1-2. rész (2001)
- Anya és lánya 1. rész (2001)
- Eladni vagy meghalni 1-2. rész (2001)
- Hamvai Kornél: Castel Felice (színházi előadás tv-felvétele, 2017)
- Lélekpark (2021)